# Résistance d'Ourfa
Première Guerre mondiale
La résistance d'Ourfa est un mouvement d'autodéfense des Arméniens de la ville d'Ourfa face au génocide arménien entre septembre et octobre 1915.